# Tartar (Azerbajdžan)
Tartar, poznat i pod nazivima Terter i Mirbašir, je naselje u unutrašnjosti Azerbajdžana i središte istoimenog rajona. Broji oko 20.000 žitelja. Utemeljen je 1940. godine.
Naselje je bilo pod armenskim nadzorom do 2020., kada je u Drugom ratu u Gorskom Karabahuu, vraćeno pod nadzor Azerbajdžana.
Stanovništvo se pretežno bavi stočarstvom i poljoprivredom.